# 環状グリーンベルト構想
環状グリーンベルト構想（かんじょうグリーンベルトこうそう）は、札幌市が1982年（昭和57年）に制定した『札幌市緑の基本計画』において示された環状緑地構想に基づく都市計画である。 

## 概要
札幌市都市緑化推進条例に基づいて緑に包まれた市街地を形成するため、 山地・丘陵地系緑地(14000ha) と平地系緑地 (2000ha) を環状緑地として結びつけ、周囲100km、区域面積16,000haに及ぶベルト状の緑の外郭環状を形成するものである。
1972年都市公園等整備緊急措置法が制定され、都市公園整備五年計画が発足した。札幌市では、1973年に緑化政策大綱を制定し、1990年の公園面積を市民一人あたり20平方メートル以上にする目標とした。1977年には札幌市緑化推進条例を制定し、1980年策定の新長期総合計画の第二次五年計画では、環状グリーンベルトとして具体化して整備に着手となった。1983年、白石区山本地区にて起工式が行われた。1982年には緑の基本計画も策定され、市街地周辺の民有林の保護など緑地の保全と増進を図るとともに、その活用を推進した。用地は不燃ゴミと建設残土で交互に埋め立て、手稲山緑地・手稲緑地・北部緑地・米里緑地・野幌緑地・西岡緑地・石山緑地・藻岩山緑地を基盤とし、21世紀に向けて、札幌の街を自然の森や山、あるいは人工の丘陵地でぐるりと取り囲むことが目的であった。
モエレ沼公園、前田森林公園、宮丘公園、厚別山本公園はその構想に基づき新設された公園である。
札幌市厚別区山本には環状夢のグリーンベルト発祥記念の森とする緑地がある。

## その他
環状グリーンベルト構想は現在も公式な計画として残っている。2002年度は、平地部ではモエレ沼公園、平岡公園、茨戸川緑地などの整備、山地丘陵部では、都市近郊林の保全を計画的に推進していた。札幌市緑の基本計画は2020年に第4次計画が策定されている。
環状夢のグリーンベルト発祥記念の森には1983年に当時の札幌市長板垣武四の揮毫による石碑が存在したが2010年代に撤去されたようである。さらに公園内に構想について説明した案内板が存在するが全体的に退色し文字が読み取れないほどになっている。
厚別区のホームページには2018年時点で構想と記念の森に関する記述があったが、2019年以降は記述が消えているなど環状グリーンベルト構想は以前ほど推進されなくなっている。